# Érémophilane
Les érémophilanes sont des composés organiques de la classe de sesquiterpénoïdes bicycliques, biologiquement actifs, extraits de l'huile essentielle de plantes du genre Eremophila (famille des Myoporaceae), notamment de Eremophila mitchellii.